# Yevgueni Kazántsev
Yevgueni Konstantinóvich Kazántsev –en ruso, Евгений Константинович Казанцев– (1975) es un deportista ruso que compitió en boxeo. Ganó una medalla de bronce en el Campeonato Mundial de Boxeo Aficionado de 1999, en el peso medio.

## Palmarés internacional
| Campeonato Mundial | Campeonato Mundial       | Campeonato Mundial | Campeonato Mundial |
| Año                | Lugar                    | Medalla            | Categoría          |
| ------------------ | ------------------------ | ------------------ | ------------------ |
| 1999               | Houston (Estados Unidos) | Medalla de bronce  | 75 kg              |